# Indoxysticus
Indoxysticus Benjamin & Jaleel, 2010 è un genere di ragni appartenente alla famiglia Thomisidae.

## Distribuzione
Le tre specie note di questo genere sono diffuse in India e in Cina

## Tassonomia
Questo genere è stato istituito nel 2010 dagli aracnologi Benjamin e Jaleel riesaminando gli esemplari-tipo raccolti da Tikader nel 1960 di Xysticus minutus, evidenziandone caratteristiche tali da meritare l'innalzamento a genere nuovo.
Non sono stati esaminati esemplari di questo genere dal 2012.
A giugno 2014, si compone di tre specie:
- Indoxysticus lumbricus Tang & Li, 2010 — Cina
- Indoxysticus minutus (Tikader, 1960)[2] — India
- Indoxysticus tangi Jin & Zhang, 2012 — Cina

## Omonimie
- Indoxysticus minutus (Tang, Yin & Peng, 2005); esemplari esaminati in un successivo lavoro di Jin & Zhang, 2012 e ridenominati come Indoxysticus tangi.